# 南洋咖啡
南洋咖啡（台湾称其为海南咖啡），是一种在新加坡和马来西亚半岛地区普遍饮用的传统咖啡。这是一种高咖啡因含量的黑咖啡，人們在飲用時會配以牛奶和糖。这种咖啡起源于英属马来亚时代。人们普遍认为，南洋咖啡是海南人受南洋的洋人家庭影响，因阿拉比卡咖啡豆较贵而选用羅布斯塔咖啡豆做主料，再加入糖、黄油、芝麻、玉米粒等原料翻炒制作而成。
冲泡南洋咖啡时，需先在咖啡粉中注入热水，并用法兰绒过滤袋过滤。南洋咖啡可分为海南式和福州式：前者带有果香味，酸度适中；后者含糖量较高，带有焦糖香味与甘甜。
南洋咖啡有多种做法，新加坡人将加了煉乳和奶水調和的南洋咖啡称为Kopi；加糖的南洋咖啡称为Kopi O；不加糖和奶的南洋咖啡称为Kopi O Kosong等。